# Marco Villaseca
Pour les articles homonymes, voir Villaseca.
Marco Antonio Villaseca Cabezas est un joueur de football international chilien né le 15 mars 1975 à Santiago. Il évolue au poste de milieu de terrain.

## Biographie

### En club
Marco Villaseca joue principalement en faveur des clubs chiliens de Colo-Colo et du Rangers Talca.
Il dispute un total de 333 matchs au sein des championnats chiliens, inscrivant 14 buts. Il remporte deux titres de champion du Chili avec Colo-Colo.
Il joue également 25 matchs en Copa Libertadores. Il atteint avec Colo-Colo les demi-finales de cette compétition en 1997, en étant battu par le club brésilien de Cruzeiro.

### En équipe nationale
Marco Villaseca reçoit 20 sélections en équipe du Chili entre 1999 et 2001, sans inscrire de but.
Il participe avec l'équipe du Chili à la Copa América 2001 organisée en Colombie. Il joue quatre matchs lors de ce tournoi. Le Chili atteint les quarts de finale de cette compétition, en étant battu par le Mexique.
Il dispute également avec la sélection chilienne les éliminatoires du mondial 2002.

## Palmarès
| Année | Titre                                      | Club      | Pays  |
| 1997  | Vainqueur de la Primera División (clôture) | Colo-Colo | Chili |
| 1998  | Vainqueur de la Primera División           | Colo-Colo | Chili |